# Cessna O-2
Le Cessna O-2 est un avion de reconnaissance bimoteur en tandem. C'est le remplaçant du Cessna O-1 Bird Dog et la version militaire du Cessna 337 Skymaster. Il servit lors de la guerre du Viêt Nam dans l'USAF ainsi que dans l'armée de l'air sud-vietnamienne jusqu'en 1975 (date de la réunification du Viêt Nam).

## Conception
Cet appareil était la version militaire du Cessna 337. Le 28 février 1961, la firme Cessna fit prendre l’air au prototype du Cessna Model 336 Skymaster, bimoteur en tandem à la curieuse configuration « push-pull » (en anglais, « pousse et tire »), avec une hélice tractive et une hélice propulsive, cette dernière imposant un empennage bipoutre. Cette disposition, quoique surprenante, n’altérait pas vraiment les performances de l’avion et n’accroissait guère le bruit en cabine. Cependant elle facilitait grandement le pilotage : contrairement à un bimoteur classique, la panne d’un des moteurs n’obligeait pas à compenser au palonnier, puisque les deux moteurs se situaient dans l’axe de l’appareil. L’appareil pouvait donc être utilisé sans difficulté et en toute sécurité par des pilotes non certifiés sur bimoteur. Grâce à cette innovation, le Cessna 336 et sa version améliorée, le 337 à train d'atterrissage escamotable, se taillèrent une place de choix sur le marché des quatre à six places civils. Toutefois, dans le domaine militaire cette conception est fort rare, et n’a été appliquée qu’une seule fois dans l’histoire de l’aéronautique sur un avion d’armes, le Fokker D.XXIII, en 1938. 
De construction entièrement métallique, le Cessna 337 était doté d’une voilure haute contreventée par des mats d’intrados, de commandes de vol manuelles, de gouvernails de direction jumelés, de volets actionnés électriquement d’un train d'atterrissage escamotable.

## Opérateurs
Il est actuellement utilisé par de nombreux pays : le Botswana, le Mali, le Zimbabwe, El Salvador, la Côte d'Ivoire, Haïti, la Namibie, le Costa Rica, la République dominicaine, le Chili, la Corée du Sud, les Îles Salomon et par la Thaïlande.